# (34841) 2001 SE268
2001 أس إي 268 (ويعرف أيضًا باسم (34841) 2001 أس إي 268 وفق تسمية الكوكب الصغير) (بالإنجليزية: 2001 SE268)‏ هو كويكب ضمن حزام الكويكبات؛ وترتيبه 34841 من حيث الاكتشاف.
اكتُشف هذا الجُرم الفلكي بواسطة William Kwong Yu Yeung ‏ في 25 سبتمبر 2001.

## وصلات خارجية
- (34841) 2001 SE268 في قاعدة بيانات مختبر الدفع النفاث لأجرام النظام الشمسي الصغيرة

- الاكتشاف · مخطط المدار ·  العناصر المدارية · المعلمات المادية

- (34841) 2001 SE268 على موقع ويكي سكاي: DSS2, SDSS, GALEX, IRAS, Hydrogen α, X-Ray, Astrophoto, Sky Map, Articles and images